# 今村新四郎
今村 新四郎（いまむら しんしろう、生没年不詳）は、日本の政治家。埼玉県北埼玉郡南河原村長。

## 経歴
埼玉県北埼玉郡南河原村（現・行田市）出身。南河原村助役をつとめる。1910年12月に南河原村長に就任、1916年2月に退職。